# Аранжировка
Аранжиро́вка (от фр. arranger — «приводить в порядок, устраивать») — модификация, адаптация, изменение нотного текста музыкального произведения для исполнения его иным, чем в оригинале, составом инструментов (например, оркестровка фортепианной пьесы). Широко практикуется в эстрадной музыке. Предполагает преимущественно технические действия аранжировщика, с привнесением некоторых творческих элементов, но не в такой мере, чтобы получившееся как бы новое сочинение обрело самостоятельную значимость. Аранжировкой также называют гармонизацию и инструментовку новой или хорошо известной мелодии.

## Аранжировка и смежные понятия
Существует целый ряд понятий, обозначающих создание музыкального произведения на базе уже имеющегося оригинального музыкального материала. Различия в значениях между ними заключаются в степени отхода от начального нотного текста, то есть в масштабе творческой компоненты, добавляемой новым автором. В порядке нарастания роли вторичного творческого вклада располагаются «переложение», «обработка», «аранжировка», «транскрипция», «парафраза», «рапсодия», «фантазия». Соответственно, аранжировка занимает в данном ряду среднее положение, в чём-то являясь чисто техническим актом, а в чём-то по-настоящему творческой работой. Вместе с тем, перечисленные понятия обладают частичной совпадаемостью, и попытка ввести жёсткие границы не слишком оправданна.

## Виды эстрадных аранжировок
Значительный процент аранжировок пишется для группового эстрадного исполнения. Аранжировка как процесс создания партитуры для эстрадного ансамбля или оркестра бывает двух видов:
1. Аранжировка музыкальных произведений, которые написаны специально для исполнения их эстрадным ансамблем или оркестром (в частности, танцевальная музыка).
2. Аранжировка музыкальных произведений, авторы которых не рассчитывали на возможность исполнения их эстрадным ансамблем или оркестром (например, вокальные произведения)[4]:35.

В первом случае «сочинение задумано оркестрово и в самом своём зачатии уже обещает известные оркестровые краски» (Римский-Корсаков Г. М.. Основы оркестровки, т. 1), а перед аранжировщиком встаёт задача добиться правильной передачи художественного содержания произведения средствами инструментального состава эстрадного ансамбля или оркестра в соответствии с авторским замыслом:35. Примером второго случая аранжировки служит альбом «Joue Les Beatles» оркестра Поля Мориа, где ряд хитов группы «Битлз», исполняемых в оригинале квартетом, аранжирован для их исполнения бо́льшим составом инструментов — эстрадным оркестром.

## Аранжировка и инструментовка
Часто задают вопрос: почему мы говорим не «инструментовка» или «оркестровка», а «аранжировка»? Есть ли в этих трех понятиях какая-либо разница?:5
Близкий по значению термин «инструментовка» используется преимущественно при работе с акустическими инструментами, в то время как термин «аранжировка» применяется и по отношению к электронным инструментам и цифровым устройствам, связанным с такими инструментами (автономные модули-темброблоки, прикладные программы, содержащие «банки» акустических и прочих инструментальных тембров, сэмплеры, секвенсеры, драм-машины и т. п.).

## Аранжировка и музыкальный жанр
В зависимости от музыкального жанра (синтипоп, хард-рок и т. д.), в котором группа музыкантов намеревается исполнять пьесу, используются различные стилевые приёмы аранжировки. Решающую роль в определении стилистического направления ансамбля играет организация ритма:27:24, в том числе характерные ритмические рисунки ударных инструментов как основы ритм-секции:11:6. Поэтому аранжировщик должен знать различные направления и стили эстрадной музыки, изучить основные ритмические формулы разных танцевальных ритмов и уметь их модернизировать применительно к сегодняшнему дню:5. Например, рок-н-ролл вначале использовал приёмы аккомпанемента буги-вуги (остинатные фигурации ровными восьмыми):39:38; основу ритма диско в партии ударных составляет большой барабан на каждую четверть и малый барабан на вторую и четвёртую четверть:47:46; для самбы в организации ритмической сетки ударных характерно использование альт-тома и бас-тома:37:35 и т. д. Одну и ту же мелодию можно аранжировать в разных музыкальных стилях.

## Обучение искусству аранжировки
Созданием аранжировки занимается аранжировщик. В СССР отсутствовало преподавание аранжировки в жанре эстрады и джаза на уровне профессиональной специализации.
В музыкальных училищах на эстрадных факультетах аранжировка, конечно, является одним из обязательных предметов, но выпускников училищ с дипломами по специальности «аранжировщик эстрадного оркестра» пока нет:9.
Обучение по данной специальности предлагают высшие музыкальные учебные заведения ряда других стран, например Музыкальный колледж Беркли в Бостоне.

## Права
Аранжировщик, как участник создания произведения, наделяется правом изготовителя фонограммы. Творческое участие в создании фонограммы закрепляется за аранжировщиком.